# Jānis Bunkšs
Jānis Bunkšs (* 2. Mai 1953 in Dobele, Lettische Sozialistische Sowjetrepublik) ist ein lettischer Politiker der Partei Latvijas Ceļš, der unter anderem von 1990 bis 1993 Bürgermeister von Jelgava und zwischen 1993 und 2002 Mitglied der Saeima, des lettischen Parlaments, war. Er fungierte zudem 1995 und 1998 als Staatsminister für Kommunalverwaltung sowie von 1999 bis 2000 als Staatsminister für besondere Angelegenheiten für die Reform der öffentlichen und kommunalen Verwaltung.

## Leben
Jānis Bunkšs, Sohn des Fahrers Jānis Bunkšs (1925–2008) und der Lehrerin Marija Barones (* 1930), begann nach dem Besuch der achtjährigen Grundschule von Aizupe und der Sekundarschule in Jelgava 1971 ein Studium an der Fakultät für landwirtschaftliche Mechanisierung der Lettischen Landwirtschaftsakademie. welches er 1979 als Maschinenbauingenieur abschloss. In der ersten Hälfte der 1970er Jahre arbeitete er nach seinem Militärdienst zudem als Mathematiklehrer an der Grundschule von Aizupe und war nach Abschluss seines Studiums von 1979 bis 1983 Wissenschaftlicher Assistent und danach bis 1990 Laborleiter an der Lettischen Landwirtschaftsakademie. Im Zuge der Wiederherstellung der Unabhängigkeit trat er der Lettischen Volksfront LTF (Latvijas Tautas Fronte) als Mitglied bei und wurde am 3. Januar 1990 als Nachfolger von Māris Kalve Vorsitzender des Rates der Volksabgeordneten beziehungsweise formell am 8. Juni 1991 Bürgermeister von Jelgava und bekleidete dieses Amt bis zum 28. August 1993, woraufhin Uldis Ivans ihn ablöste. Während dieser Zeit schloss er 1992 ein postgraduales Studium der Wirtschaftswissenschaften an der nunmehrigen Lettischen Landwirtschaftlichen Universität mit einem Master ab.
Bei der Parlamentswahl am 5. und 6. Juni 1993 wurde Bunkšs für Partei Lettischer Weg LC (Latvijas Ceļš) erstmals zum Mitglied der Saeima, des lettischen Parlaments, gewählt und gehörte dieser nach seinen Wiederwahlen am 30. September und 1. Oktober 1995 sowie am 3. Oktober 1998 bis 2002 an. In der fünften Legislaturperiode (1993 bis 1995) war er Mitglied der Kommission für Landes- und Kommunalverwaltung. Im Kabinett Gailis bekleidete er zwischen dem 20. Juli und dem 21. Dezember 1995 das Amt des Staatsministers für Kommunalverwaltung im Ministerium für Umwelt und Regionalentwicklung. In der sechsten Legislaturperiode (1995 bis 1998) war er erneut Mitglied der Kommission für Landes- und Kommunalverwaltung sowie ferner Mitglied der Schadenskommission. Des Weiteren war er Mitglied der lettischen Delegation in der Baltischen Versammlung, eine 1991 ins Leben gerufene Organisation zur engeren Zusammenarbeit zwischen den Parlamenten von Estland, Lettland und Litauen. Im Kabinett Krasts fungierte er zwischen dem 4. Mai und dem 26. November 1998 abermals als Staatsminister für Kommunalverwaltung im Ministerium für Umwelt und Regionalentwicklung. In der siebten Legislaturperiode (1998 bis 2002) war er wiederum Mitglied der Kommission für Landes- und Kommunalverwaltung und der Schadenskommission sowie abermals Mitglied der lettischen Delegation in der Baltischen Versammlung. Im Kabinett Krištopans übernahm er zwischen dem 20. Mai und dem 16. Juli 1999 den Posten als Staatsminister für besondere Angelegenheiten für die Reform der öffentlichen und kommunalen Verwaltung und behielt dieses Amt vom 16. Juli 1999 bis zum 5. Mai 2000 auch im Kabinett Šķēle III. 
Bei der 5. Oktober 2002 kandidierte Bunkšs erneut für die Partei Lettischer Weg, wurde aber nicht gewählt. Im Januar 2003 wurde er kommissarischer Geschäftsführer der Regulierungskommission für den öffentlichen Dienst SPRK (Sabiedrisko pakalpojumu regulēšanas komisija) und legte seine Mitgliedschaft in der Partei nieder. 2011 wurde er schließlich geschäftsführender Direktor der SPRK. Am 17. November 2008 wurde ihm das Ehrenabzeichen der Stadt Jelgava verliehen.